# Apium moorei
Apium moorei là một loài thực vật có hoa trong họ Hoa tán. Loài này được (Syme) Druce mô tả khoa học đầu tiên năm 1911.